# Ферузо, Виктор Григорьевич
Виктор Григорьевич Ферузо (8 [21] июля 1911, Николаев, Херсонская губерния — 1 ноября 1961, Львов) — советский футболист, вратарь, советский арбитр.

## Карьера

### Футболиста
Выступал на позиции вратаря за ряд команд. В 1936 году вместе с ростовским «Буревестником» участвовал в первом розыгрыше Кубка СССР: на стадии 1/64 финала его команда уступила московскому «Инфизкульту» (0:3). В 1937 году Ферузо перебрался в ивановский «Спартак», но провел за него только один матч. 24 мая 1937 году в рамках розыгрыша кубка страны он защищал ворота в гостевой игре против «Крыльев Советов» из Рыбинска, завершившейся убедительной победой ивановцев со счетом 9:1. На 60-й минуте после столконвения с нападающим хозяев Ферузо сломал ногу и покинул стадион на машине «скорой помощи». Из-за тяжелой травмы за «Спартак» больше не выступал. Затем играл в классе «Б» за ленинградский коллектив Кировского завод.
Ветеран Великой Отечественной войны. Кавалер Ордена Отечественной войны II степени. Также был награждён медалью «За отвагу») и медалью «За победу над Германией в Великой Отечественной войне 1941—1945 гг.».

### Арбитра
После войны являлся футбольным арбитром. В качестве главного судьи в 1957 году отработал на одном матче классе «А» между кишинёвским «Буревестником» и минским «Спартаком» (0:0). В 1958-59 гг. вернулся в элиту в качестве лайнсмена: в этом качестве отсудил три матча.
Скончался 1 ноября 1961 году на 51-м году жизни. Похоронен на мемориальном Лычаковском кладбище во Львове.